# Shortcut Col
Shortcut Col är ett bergspass i Antarktis. Det ligger i Västantarktis. Argentina, Chile och Storbritannien gör anspråk på området. Shortcut Col ligger 460 meter över havet.
Terrängen runt Shortcut Col är huvudsakligen kuperad, men den allra närmaste omgivningen är platt. Trakten är obefolkad. Det finns inga samhällen i närheten. 